# 森島泰則
森島 泰則（もりしま やすのり、1958年 - ）は、日本の心理学者。国際基督教大学教養学部教授。

## 略歴
静岡県出身。1982年慶應義塾大学文学部図書館情報学科卒業。1992年コロラド大学大学院修士課程修了、1996年同博士課程修了。
スタンフォード大学客室研究員を経て、2003年国際基督教大学教養学部助教授、2007年上級准教授、教授。

## 著書

### 単著
- 『なぜ外国語を身につけるのは難しいのか』（勁草書房, 2015年）

### 分担執筆
- （都築誉史・楠見孝編）『高次認知のコネクショニストモデル』（共立出版, 2005年）
- （磯崎三喜年編）『現代心理学』（ナカニシヤ出版, 2012年）
- （福田由紀編）『言語心理学入門』（培風館, 2012年）